# لاندشایده
لاندشایده (به آلمانی: Landscheide) یک شهر در آلمان است که در اشتاینبورگ واقع شده‌است. لاندشایده ۲۴۳ نفر جمعیت دارد.